# Haber-Weiss-Reaktion
Bei der Haber-Weiss-Reaktion handelt es sich um eine Namensreaktion in der Anorganischen Chemie, die nach Fritz Haber (1868–1934) und seinem akademischen Schüler Joseph Joshua Weiss (1905–1972) benannt wurde. Die Reaktion erzeugt Hydroxyl-Radikale (•OH) aus Wasserstoffperoxid (H2O2) und Dioxid(1−) (•O2−). Diese Reaktion kann in Zellen ablaufen und stellt damit eine potenzielle Quelle von oxidativem Stress dar. Die Reaktion verläuft sehr langsam, wird aber von Fe3+-Ionen katalysiert. 

## Mechanismus
Im ersten Schritt des Reaktionszyklus wird das Dioxid(1−) zu Sauerstoff oxidiert. Fe3+ wird zu Fe2+ reduziert:
Den zweiten Schritt bezeichnet man als Fenton-Reaktion. Dabei wird Wasserstoffperoxid in Hydroxyl-Radikale  und Hydroxid-Ionen aufgespalten, während Fe2+-Ion zu Fe3+ oxidiert wird.